# لوووپتری

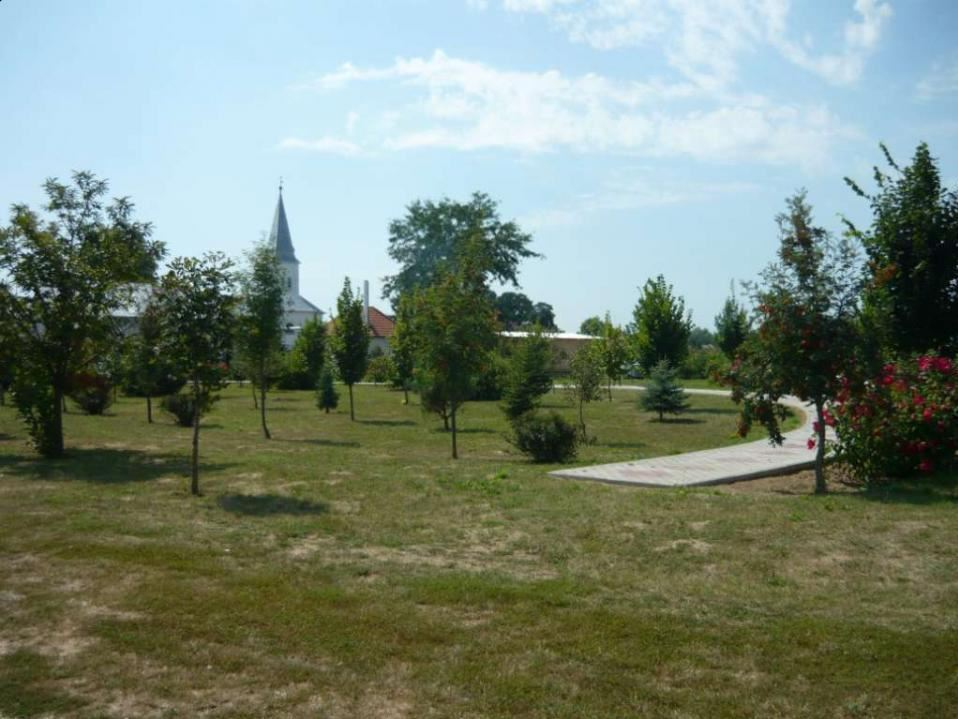
لوووپتری در مجارستان

لوووپتری (به مجاری:  Lövőpetri) یک منطقهٔ مسکونی در مجارستان است که در ناحیه کیش‌واردا واقع شده‌است. لوووپتری ۹٫۲۶ کیلومتر مربع مساحت و ۴۷۷ نفر جمعیت دارد.